# Espargos
Espargos es una ciudad caboverdiana del municipio de Sal. Es la capital del municipio.

## Geografía
La ciudad está situada en la isla de Sal.
Está asentada alrededor de un monte donde existe un radar para aviación. Al sur de la ciudad se encuentra el aeropuerto Internacional Amílcar Cabral, el más importante del país.

## Organización territorial
La ciudad abarca los lugares y barrios de:
- África 70
- Alto do Solarinho
- Alto Electra
- Alto São João
- Alto Santa Cruz
- Bairro Militar 8/24
- Bairro Novo
- Bairro Novo I
- Bairro Novo II
- Boavista
- Chã de Matias
- Ferradura
- Força Aerea
- Fortinho
- Hortelã de Baixo
- Hortelã de Cima
- I. F. H.
- Ilha Madeira
- Lomba Branca
- Morro Curral
- Preguiça
- Pretoria
- Ribeira d'Hoz
- Ribeira Funda
- Zona d'Horta

## Demografía
Gráfica demográfica de la ciudad de Espargos:
| Gráfica de evolución demográfica de Espargos entre 1990 y 2021 |
|                                                                |

## Sanidad
Dispone de un pequeño hospital que da servicio a todos los habitantes de la isla.

## Deportes
Dispone de un campo de deportes Marcelo Leitão donde se juegan los partidos del campeonato de fútbol.